# Radio S Poznań

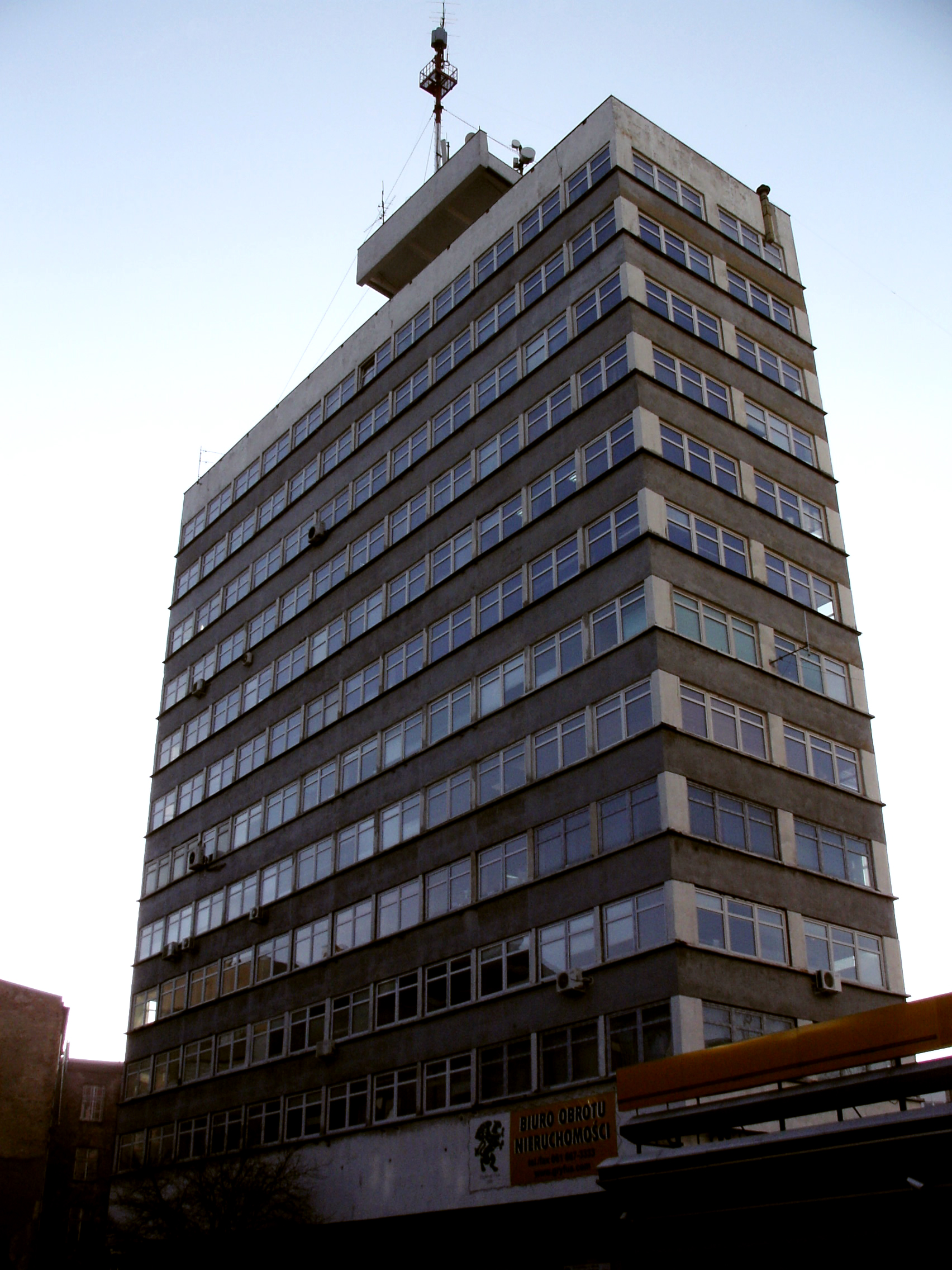
Biurowiec przy ulicy Piekary z którego nadawało Radio S w Poznaniu. Obecnie siedziba poznańskiej Eski i Eski Rock.

Radio S – rozgłośnia radiowa w Poznaniu działająca w ostatniej dekadzie XX wieku. Była to pierwsza komercyjna stacja w Poznaniu.
Radio S nadawało na częstotliwości UKF 72,92 oraz 89,2, następnie włączono je w struktury sieci radiowej Radio Eska.

## Historia
Założone w 1991 roku przez Krystynę Laskowicz oraz Jana Babczyszyna Radio S szybko stało się najpopularniejszą rozgłośnią radiową w Poznaniu o ściśle lokalnym charakterze. Od strony muzycznej Radio S Poznań prezentowało ambitniejszą muzykę popową oraz rockową. Po przekształceniu oraz sformatowaniu muzycznym (CHR), zatraciła lokalny wizerunek, a znaczną część programu emituje z Warszawy.
W latach 1990–2000 redaktorem naczelnym stacji była Krystyna Laskowicz.
Podobnie jak pierwsze poznańskie radio (Radio Merkury), Radio S „wierność” słuchaczy zdobyło codziennymi konkursami tematycznymi. Szczególną popularnością cieszył się poniedziałkowy konkurs „telefoniczna-telepatyczna” prowadzony przez Grzegorza Sobierajskiego.